# سواوومیر ایجاک
سواوومیر ایجاک (لهستانی: Sławomir Andrzej Idziak؛ ‏ [ˈswavɔmʲir]؛ ‏ زادهٔ ۲۵ ژانویهٔ ۱۹۴۵) یک فیلم‌بردار اهل لهستان است.

## افتخارات
- نامزد جایزه اسکار بهترین فیلم‌برداری (۲۰۰۱)

## فیلم‌شناسی
- یوویتا (۱۹۶۷)
- کوه‌ها در تاریکی (۱۹۷۰)
- ترازنامه سه‌ماهه (۱۹۷۵)
- رهبر ارکستر (۱۹۸۰)
- قرارداد (۱۹۸۰)
- عامل ثابت (۱۹۸۰)
- از سرزمینی دور (۱۹۸۱)
- امر ضروری (۱۹۸۲)
- دست‌نیافتنی‌ها (۱۹۸۲)
- ریش‌آبی (۱۹۸۴)
- فیلمی کوتاه درباره کشتن (۱۹۸۸)
- یاسمین (۱۹۸۸)
- هر کجا که باشی (۱۹۸۸)
- وضعیت تملک (۱۹۸۹)
- زندگی دوگانه ورونیکا (۱۹۹۱)
- سه رنگ: آبی (۱۹۹۳)
- پارانوئید (۲۰۰۰)
- سقوط شاهین سیاه (۲۰۰۱)
- هری پاتر و محفل ققنوس (۲۰۰۷)
- نبرد ورشو ۱۹۲۰ (۲۰۱۱)